# Claydon (Suffolk)
Claydon – wieś w Anglii, w hrabstwie Suffolk, w dystrykcie Mid Suffolk. Leży 7 km na północny zachód od miasta Ipswich i 109 km na północny wschód od Londynu.